# دهستان سیدال
دهستان سیدال یکی از دهستان‌های بخش سرداران شهرستان نهبندان استان خراسان جنوبی ایران است.

## جمعیت
بر پایه سرشماری عمومی نفوس و مسکن در سال ۱۳۹۵ جمعیت این دهستان ۱٬۷۹۳ نفر بوده‌است.